# Новый собор в Линце

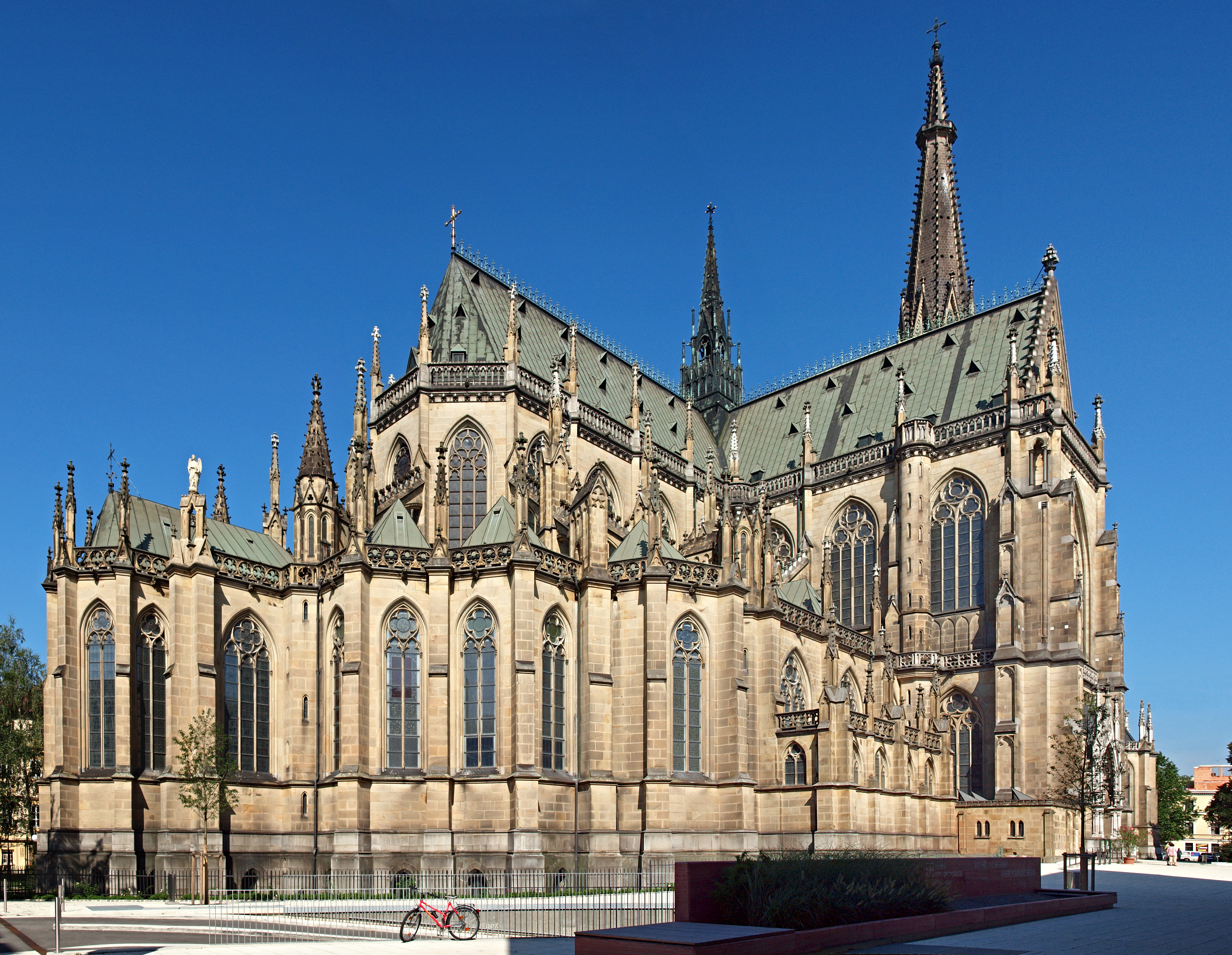
Общий вид

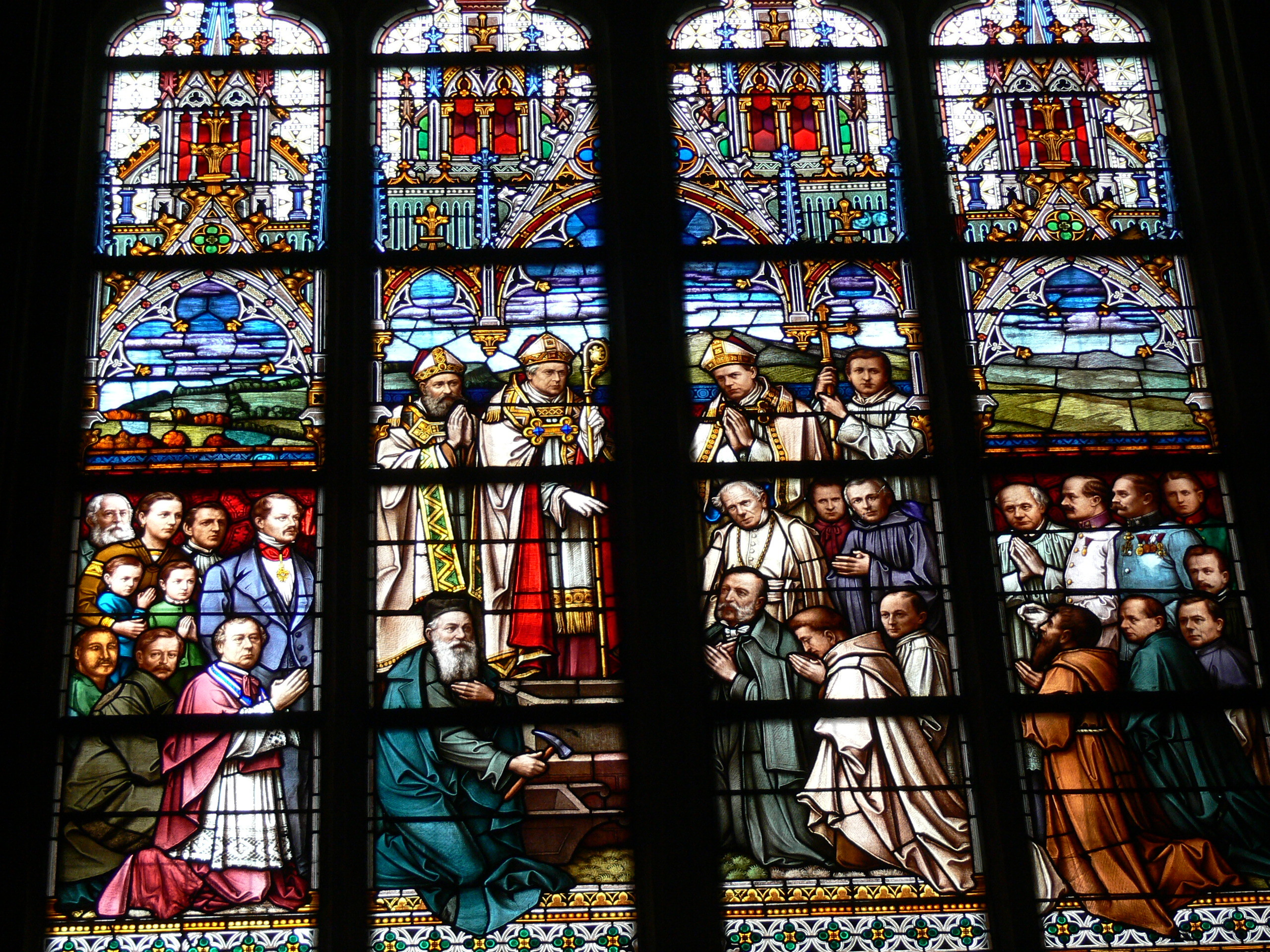
Витражи

Новый Собор или Собор Непорочного Зачатия Пресвятой Девы Марии (нем. Maria-Empfängnis-Dom) — католическая церковь в городе Линц (Австрия) в честь праздника Непорочного зачатия Девы Марии; кафедральный собор епархии Линца. Крупнейшее церковное здание в Австрии (вместимость — до 20 000 человек).

## История
Строительство церкви Непорочного Зачатия Пресвятой Девы Марии было инициировано в 1855 году епископом Францем Йозефом Рудигером. В 1862 году был положен первый камень; в 1924 году храм был освящён епископом Иоганнесом Мария Гфёлльнером. Церковь построена в готическом стиле.
Первоначально был запланирован более высокий шпиль, но архитектору не позволили построить башню выше южной башни собора Святого Стефана в Вене. Башня собора Непорочного зачатия Пресвятой Богородицы в Линце имеет высоту 135 м, что на 1 м 44 см ниже венского собора.
Витражи собора содержат портреты различных спонсоров строительства храма. Особенно примечателен витраж с историей города Линца. Во время Второй мировой войны были повреждены некоторые витражи, особенно в южной части собора. Эти витражи не были восстановлены в первоначальном образе и были заменены витражами современного искусства.